# Bioprogramm
Das Bioprogramm (Language Bioprogram Hypothesis, LBH) ist eine Hypothese des Linguisten Derek Bickerton über ein im Gehirn genetisch verankertes Programm, das für den Erstspracherwerb zuständig ist.
Nach dieser Hypothese ermöglicht das Bioprogramm jedem Menschen im Kindesalter, einen Nutzen zu ziehen aus den sprachlichen Vorlagen, die ihm geboten werden. Es ist hauptsächlich in den ersten vier Lebensjahren aktiv und macht das „Lernen“ einer Sprache überhaupt erst möglich. Das Bioprogramm befähigt Kinder auch, ohne wesentliche Hilfe von außen und ohne eine Unterstützungsmöglichkeit der Eltern, eine noch nicht existierende Sprache zu entwickeln.

## Forschungsfrage
Bickerton versucht mit seiner Theorie eine entscheidende Forschungsfrage zu klären: „How can the child acquire syntactic and semantic patterns of great arbitrariness and complexity in such a way that they can be used creatively without making mistakes?“.
Seiner Meinung nach wird diese Frage von anderen Erklärungen für den Erstspracherwerb nicht, oder nur unzureichend, beantwortet.

## Theorien des Spracherwerbs
Bickerton setzt sich dabei hauptsächlich mit zwei Ansätzen auseinander. Zum einen nimmt er Stellung zur „orthodox learning theory“.
Diese geht davon aus, dass vom Kind beim Erstspracherwerb Hypothesen für sprachliche Zusammenhänge aufgestellt werden. An der Reaktion der Umwelt wird nun geprüft, ob sich diese bestätigen lassen. Bei positiven Reaktionen, wie z. B. einem Lob der Mutter, werden bestimmte Strukturen in den Sprachgebrauch übernommen, bei negativen Reaktionen werden diese wieder verworfen, um es mit einer anderen Hypothese zu versuchen.
Zum anderen beschäftigt er sich mit der „Motherese School“ genannten Theorie.
Die „Motherese School“ geht davon aus, dass es die Mutter ist, die dem Kind das Sprechen beibringt. Sie trägt wesentlich dazu bei, wie schnell und was ihr Kind lernt. Sie passt sich der Geschwindigkeit und den Fortschritten des Kindes an, geht auf es ein, bestätigt oder weist zurecht.
In beiden Ansätzen ist kaum Platz für  biologische „Vorplanungen“ des Gehirns beim Spracherwerb, da von einer sehr starken Beeinflussung durch äußere Umstände ausgegangen wird.
Bickerton greift zwar beide Ansätze auf, versucht Unklarheiten jedoch mit Hilfe des Bioprogramms zu erklären.
Er ist der Ansicht, dass Fehler – falsche Hypothesen – beim Spracherwerb dann auftauchen, wenn das Bioprogramm eine andere Reihenfolge des Lernprozesses festlegt. Das Bioprogramm bestimmt, wann und was gelernt wird. Wenn ein Kind überfordert scheint, dann nur, weil durch das Bioprogramm andere Prioritäten gesetzt sind und das zu Lernende noch nicht an der Reihe ist. Selbst die Korrektur von Fehlern würde hier für Bickerton ein angeborenes Verständnis der Grammatikregeln bedeuten.
Bei der Motherese School stellt Bickerton die Frage: Würde man ein Kind beim Laufenlernen nicht an die Hand nehmen, würde es dann sein Leben lang kriechen? Würde ein Kind nie sprechen, auch wenn die Mutter nicht zur Verfügung steht?

## Kreolsprachen als Beweis für die Existenz eines Bioprogramms
Eine andere Tatsache, die hier auch auf das Bioprogramm hinweist, ist die Existenz von Kreolsprachen, Sprachen, die sich entwickeln auch ohne dass die Eltern in der Lage wären, sie den Kindern beizubringen, da sie diese selbst nicht beherrschen.
Definition Kreolsprache:
Eine Kreolsprache entwickelt sich, wenn eine Tochtergeneration in mehrsprachigem Umfeld gezwungenermaßen eine neue Sprache entwickelt. Dies ist z. B. bei drastischen räumlichen und kulturellen Veränderungen der Fall. Die Kreolsprache greift zwar das ihr zur Verfügung stehende eingeschränkte sprachliche Material auf, enthält aber außerdem Elemente, die nicht aus den schon vorhandenen Sprachen stammen und ist deshalb nicht mit der Sprache der Elterngeneration identisch.
Als Beispiel für das Entstehen einer Kreolsprache wird oft die Kolonialzeit und der damit verbundene Sklavenhandel erwähnt. Damals mussten die Kinder, die in dem fremden Land geboren wurden, eine neue Sprache entwickeln, um sich verständigen zu können. Dabei konnten sie sich nicht auf die Sprache ihrer Eltern verlassen, die aus einem Gemisch aus ihrer eigenen Ursprungssprache und der Sprache ihrer Besitzer bestand.
Für Bickerton, der sich selbst schon seit über 20 Jahren mit der hawaiischen Kreolsprache HCE (Hawaii Creole English) und der Kreolsprache in Guyana beschäftigte, wird hier das Bioprogramm am deutlichsten sichtbar.
Der Lernprozess wird nicht abgeändert und geformt von schon existierenden Sprachsystemen, sondern kann dem natürlichen Prozess folgen, wie ihn das Bioprogramm vorgibt.
Im Vergleich vom Entstehen einer Kreolsprache und dem „normalen“ Erstspracherwerb zeigt sich das Bioprogramm. Die Dinge, die ein Kind am einfachsten lernt, haben oft große Ähnlichkeit mit Strukturen, die auch bei der Kreolsprachenbildung  eine entscheidende Rolle spielen.
Bickerton versucht die Existenz eines allgemeinen Bioprogramms zu belegen, indem er Beispiele von Gemeinsamkeiten in Kreolsprachen aus aller Welt aufzeigt.
Kreolsprachen, die sich in einem sprachreicheren Umfeld entwickelten, zeigen dabei weniger Gemeinsamkeiten, als Kreolsprachen, die mehr sich selbst überlassen waren. Das Bioprogramm füllt die vorhandenen Lücken aus.
Ein Beispiel, das Bickerton beschreibt:
„This use of ONE as an indefinite article is found in practically every creole language throughout the world, […] In other words, a child, without any model, created a type of phrase, indefinite-article-plus-noun, in the same way […] as other children did, quite independently, in several other communities widely scattered around the globe. […] the conclusion is surely inescapable that syntax constitutes a biologically based attribute of the species […].“.
Die Schlussfolgerung, die Bickerton aus seinen Forschungen zieht, ist folgende: Now we can see that children can only learn language because, in effect, they already know a language.
Das Bioprogramm gibt den Takt beim Erstspracherwerb vor, befähigt Kinder zu Leistungen, die sie niemand lehren könnte und macht neue Sprachkreationen möglich.